# Comuna Șarkî, Rokîtne
Șarkî (în ucraineană Шарки) este o comună în raionul Rokîtne, regiunea Kiev, Ucraina, formată din satele Kalînivka și Șarkî (reședința).

## Demografie
Componența lingvistică a comunei Șarkî
     Ucraineană (99,15%)
     Alte limbi (0,86%)
Conform recensământului din 2001, majoritatea populației comunei Șarkî era vorbitoare de ucraineană (99,15%), existând în minoritate și vorbitori de alte limbi.